# مخطوطة إليسمير

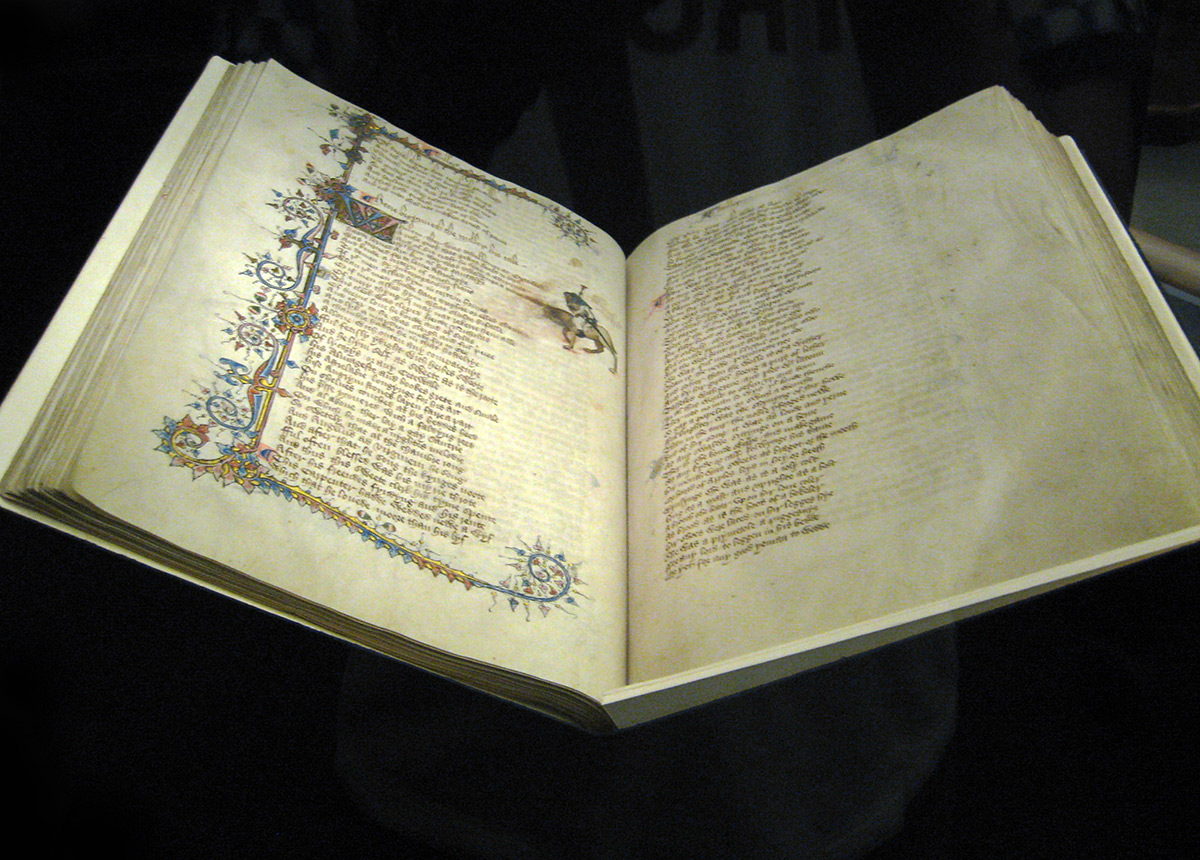
مخطوطة إليسمير في مكتبة هنتنغتون

مخطوطة إليسمير أو إليسمير تشوسر لحكايات كانتربري، هي مخطوطة مذهبة من أوائل القرن الخامس عشر لحكايات كانتربري من تأليف جيفري تشوسر، مملوكة لمكتبة هنتنغتون، في سان مارينو بولاية كاليفورنيا. وتُعدّ من أهم نسخ الحكايات.

## التاريخ
كُتبت المخطوطة على الأرجح في العقد الأول أو الثاني من القرن الخامس عشر، لا يوجد تاريخٌ مؤكدٌ لكتابة المخطوطة، لكن يُعتقد أنّها كانت مملوكةً في البداية لجون دي فير، إيرل أكسفورد الثاني عشر [الإنجليزية] (1408–1462). اشتهرت المخطوطة باسم "مخطوطة إليسمير" لأنّها كانت مملوكةً فيما بعد للسير توماس إجيرتون (1540-1617)، الذي أصبح بارون إليسمير وفيسكونت براكلي. حصل إجيرتون على المخطوطة ما يبدو من روجر نورث، بارون نورث الثاني [الإنجليزية] (1530/31-1600). مكتبة المخطوطات، المعروفة باسم مكتبة بريدجووتر [الإنجليزية]، ظلت في ظلت المخطوطة محفوظةً في مكتبة بريدجووتر، المعروفة أيضًا باسم مكتبة أشريدج [الإنجليزية]، التي كانت تقع في منزل عائلة إجيرتون في هارتفوردشير ، حتى نقلها إلى لندن عام 1802. ورث فرانسيس إجيرتون [الإنجليزية]، الذي أنشأ إيرل إليسمير في عام 1846، المكتبة، وبقيت في العائلة حتى باعها جون فرانسيس جرانفيل سكروب إيجيرتون (1872–1944) لهنري هنتنغتون، إيرل إليسمير الرابع. اشترى هنتنغتون مكتبة بريدجووتر بشكل خاص في عام 1917 من خلال دار سوثبي للمزادات. المخطوطة موجودة الآن ضمن مجموعة مكتبة هنتنغتون في سان مارينو بولاية كاليفورنيا (EL 26 C 9).

## الوصف
تُعدّ مخطوطة إليسمير مثالًا بارزًا على مهارة النسخ الفائقة، مع قدر كبير من الزخرفة المتقنة، وتتميز بشكلٍ خاص بسلسلةٍ من الرسوم التوضيحية التي تُصوّر رواة الحكايات، تشير جودة النسخ والزخرفة إلى أنّ مخطوطة إليسمير كانت منتجًا فاخرًا للغاية. من المحتمل أنّها طُلبت من راعي ثريٍّ أراد امتلاك نسخةٍ مميزةٍ من حكايات كانتربري.
كُتبت المخطوطة على رق ناعم ويبلغ حجم الأوراق حوالي 400 ملم (13¾ بوصة) في 284 ملم؛ وتحتوي على 240 ورقة، منها 232 تحتوي على نصّ حكايات كانتربري.

## التحليات
حسب ترتيب الظهور في إليسمير تشوسر: 
- الفارس (الصفحة 10ص)
- ميلر (صفحة 34ظ)
- ريف (الصفحة 42 ص)
- كوك (صفحة 47ص)
- رجل القانون (صفحة 50ظ)
- زوجة باث (الصفحة 72 ص)
- الراهب (الصفحة 76ظ)
- المستدعي (الصفحة 81ص)
- كاتب أكسفورد (ورقة 88r)
- التاجر (الصفحة 102ظ)
- سكوير (الصفحة 115ظ)
- فرانكلين (الصفحة 123ظ)
- الطبيب (صفحة 133و)
- العفو (صفحة 138و)
- شيبمان (الصفحة 143ظ)
- رئيسة الدير (الصفحة 148ظ)
- تشوسر (الصفحة 153ظ)
- الراهب وكلابه السلوقية (صفحة 169r)
- كاهن الراهبة (صفحة 179و)
- الراهبة الثانية (صفحة 187ص)
- يومان كانون (الصفحة 194r)
- مانيبلي (صفحة 203ر)
- بارسون (صفحة 206ظ)

## المخطوطة وعلاقتها بالمخطوطات الأخرى
تُعدّ مخطوطة إليسمير من أقدم نسخ حكايات كانتربري، حيث يُعتقد أنّها كُتبت بعد وقتٍ قصيرٍ من وفاة تشوسر نفسه. تُعتبر المخطوطة مصدرًا هامًا للغاية لفهم نصّ تشوسر الأصلي ونواياه، على الرغم من أن جون إم مانلي وإديث ريكيرت [الإنجليزية] في كتابهما «نص حكايات كانتربري» (بالإنجليزية: Text of the Canterbury Tales)‏(1940) أشارا إلى أن من قام بتحرير المخطوطة ربما أجرى مراجعات جوهرية، وحاول تنظيم التهجئة، ووضع الحكايات الفردية في ترتيب سلس. حتى هذه اللحظة، استخدمت مخطوطة إليسمير باعتبارها "النص الأساسي" في عدة طبعات، مثل نسخة والتر ويليام سكيت [الإنجليزية]، مع فحص المتغيرات مقابل المكتبة البريطانية، هارلي إم أس 7334 [الإنجليزية].

يُشار إلى مخطوطة إليسمير تقليديًا باسم El في دراسات الحكايات وتاريخها النصي. هناك نسخة نصية مطابقة متاحة.

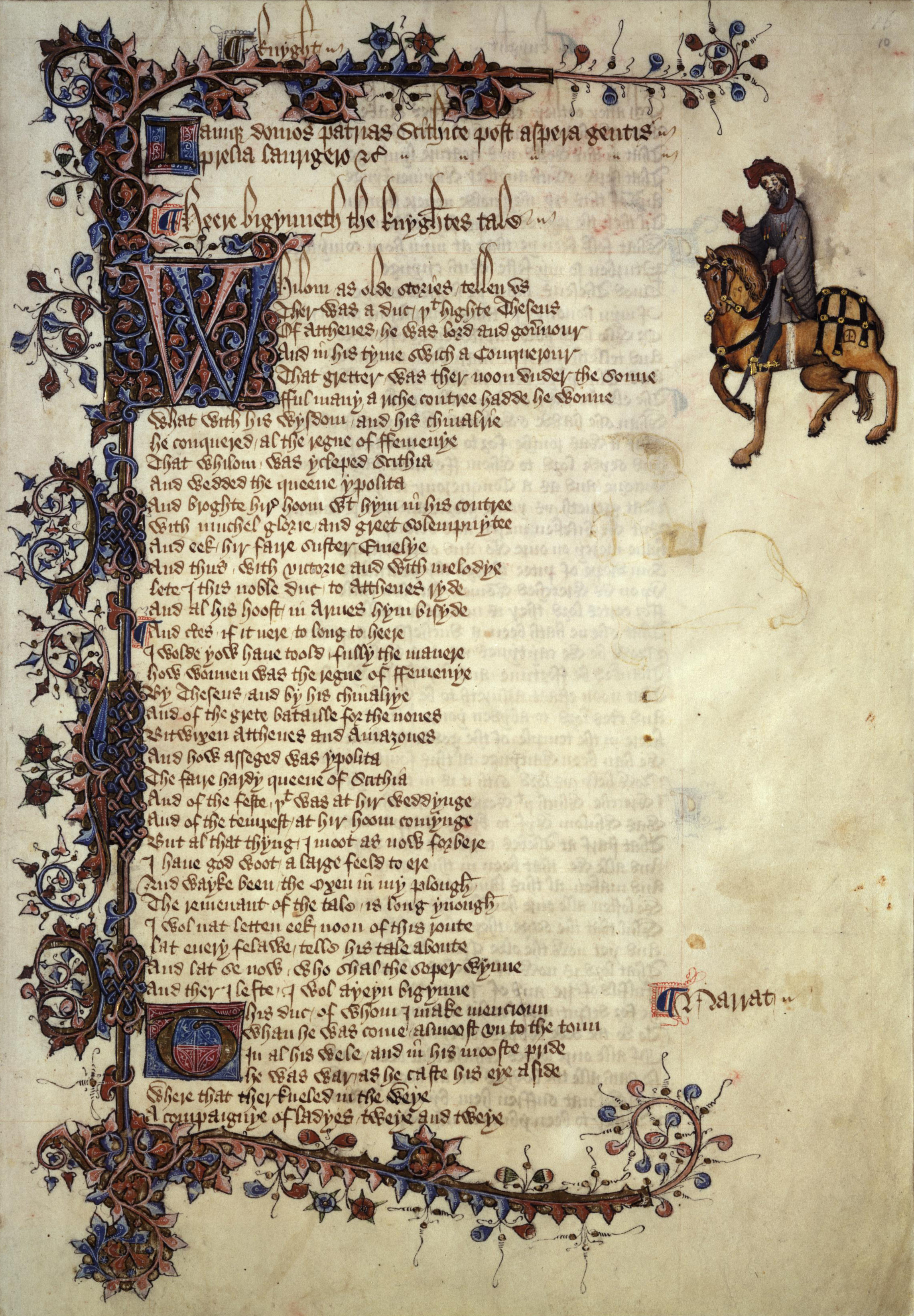
بداية حكاية الفارس [الإنجليزية] من مخطوطة إليسمير
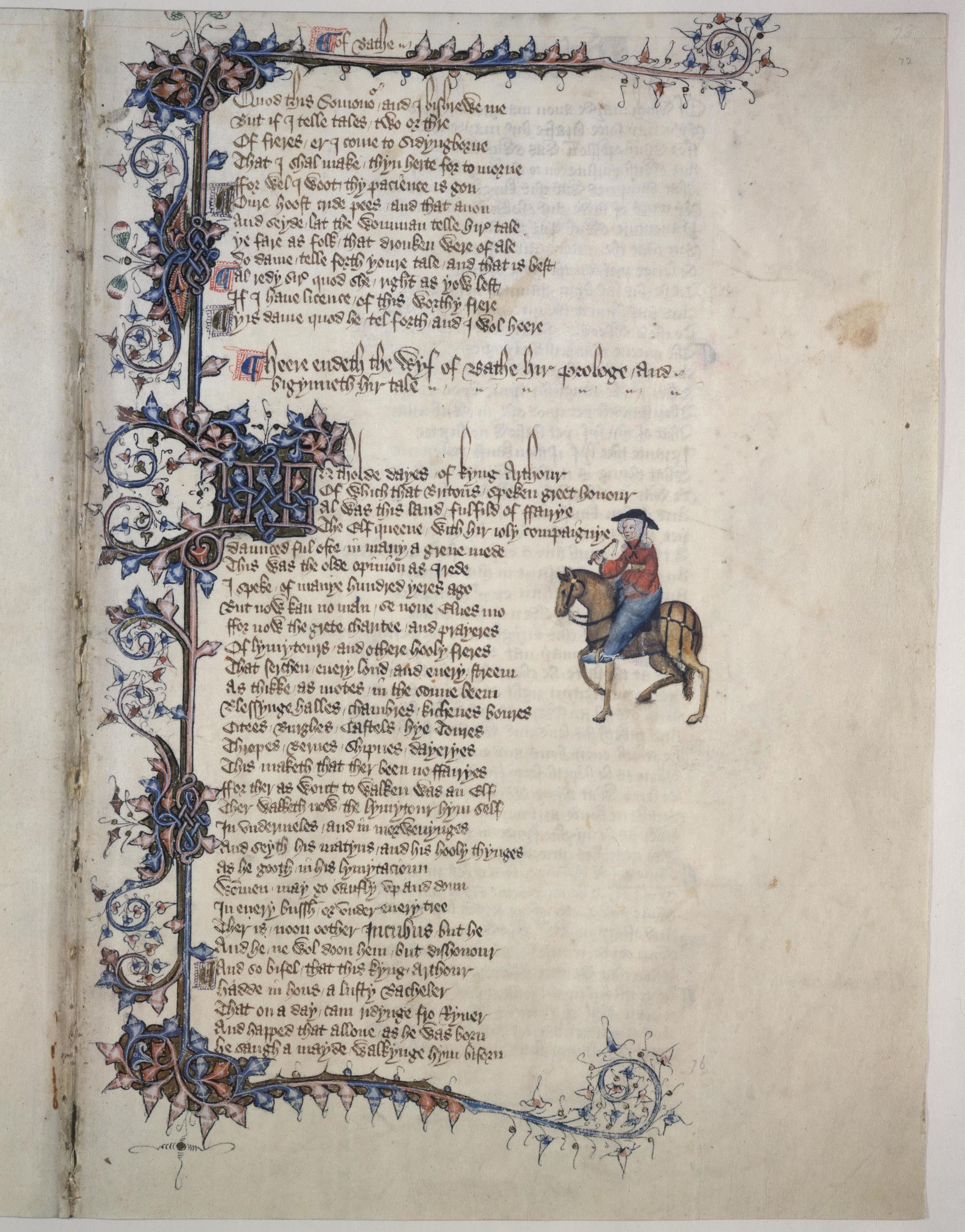
الصفحة الافتتاحية لـ حكاية زوجة باث [الإنجليزية] من مخطوطة إليسمير لـ حكايات كانتربري، حوالي 1405-1410.
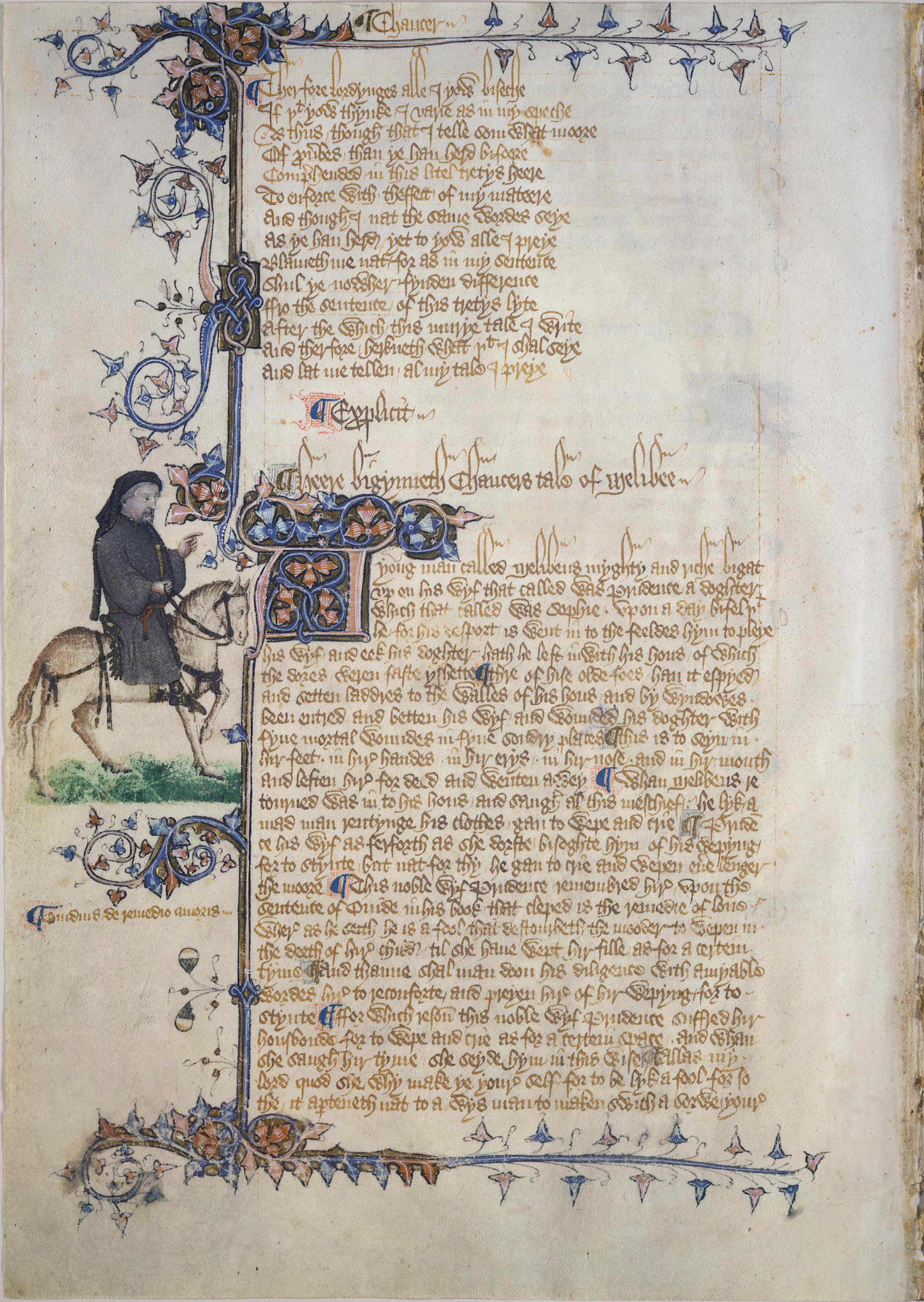
جيفري تشوسر من مخطوطة إليسمير
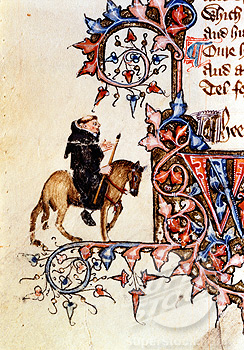
الراهب من مخطوطة إليسمير
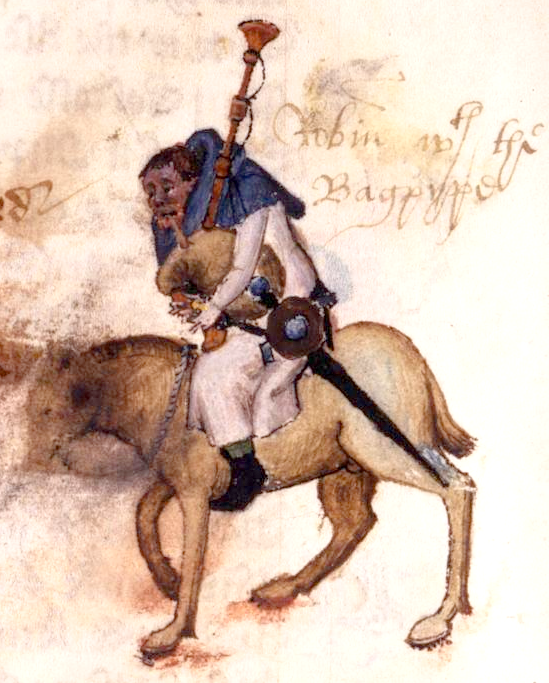
روبن الطحان من الصحيفة 34ظ
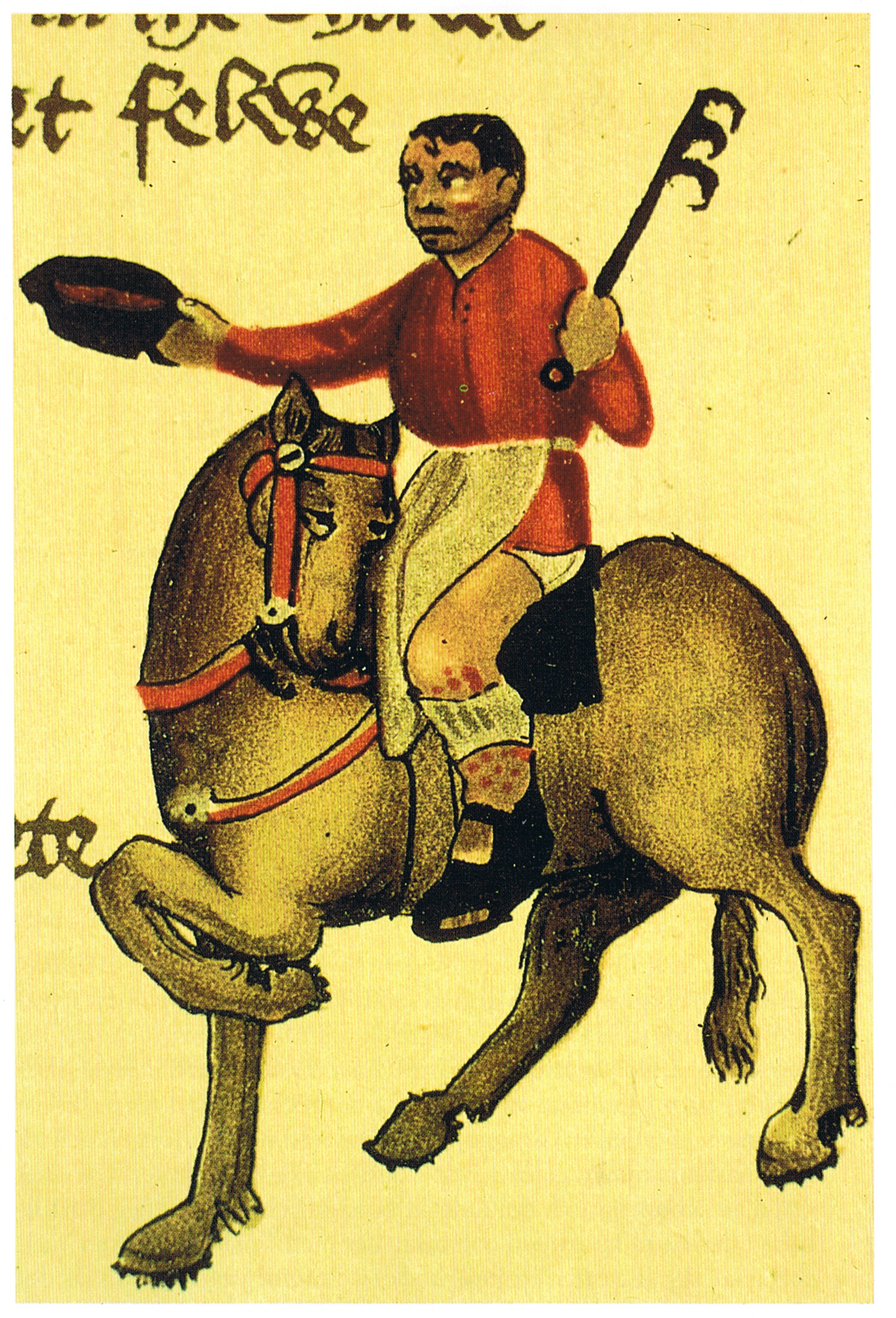
روجر الطباخ من مخطوطة إليسمير
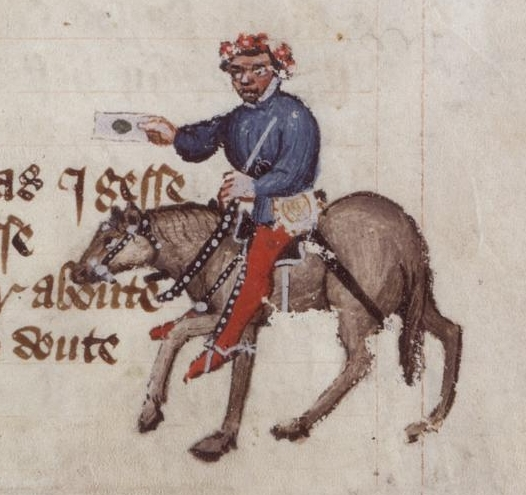
المستدعي من مخطوطة إليسمير

## الملاحظات
1. ↑  EL 26 C 9
2. ↑  بما في ذلك رسمٌ مشهورٌ لتشوسر نفسه وهو يمتطي حصانًا
3. ↑  ليس كل رواة القصص لديهم تحلية (تذهيب)

## روابط خارجية
- مخطوطة إليسمير في مكتبة هنتنغتون
- صور كتالوج هنتنغتون لإلسمير تشوسر في Digital Scriptorium نسخة محفوظة 2013-03-03 على موقع واي باك مشين. </link>
- فاكس رقمي كامل على مكتبة هنتنغتون الرقمية
- إزارد، جون، “حكاية الكاتب: كيف تم الكشف عن ناسخ تشوسر المهمل بعد 600 عام”، الغارديان ، 20 يوليو 2004
- ناجل، م. العثور على آدم ، أومين اليوم، نوفمبر-ديسمبر 2004